# Ilovița
Ilovița – wieś w Rumunii, w okręgu Mehedinți, w gminie Ilovița. W 2011 roku liczyła 813 mieszkańców.